# Max von Schenkendorf

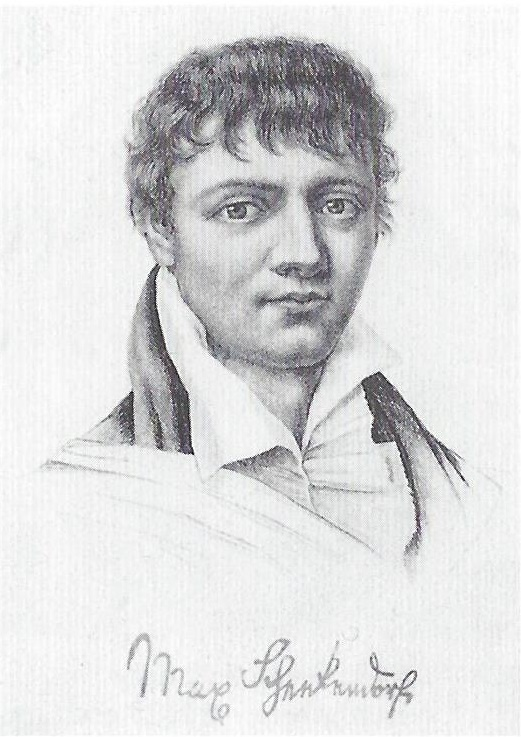
Stahlstich, vor 1818

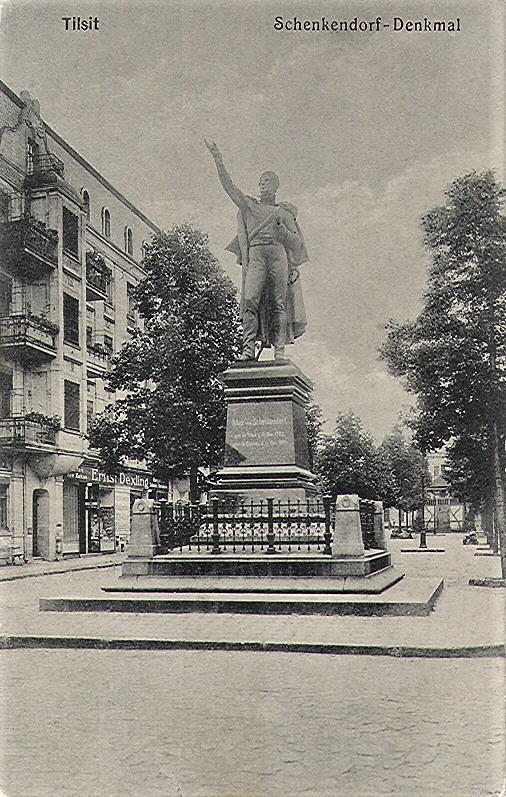
Tilsit: Schenkendorf-Standbild auf dem ehemaligen Schenkendorfplatz

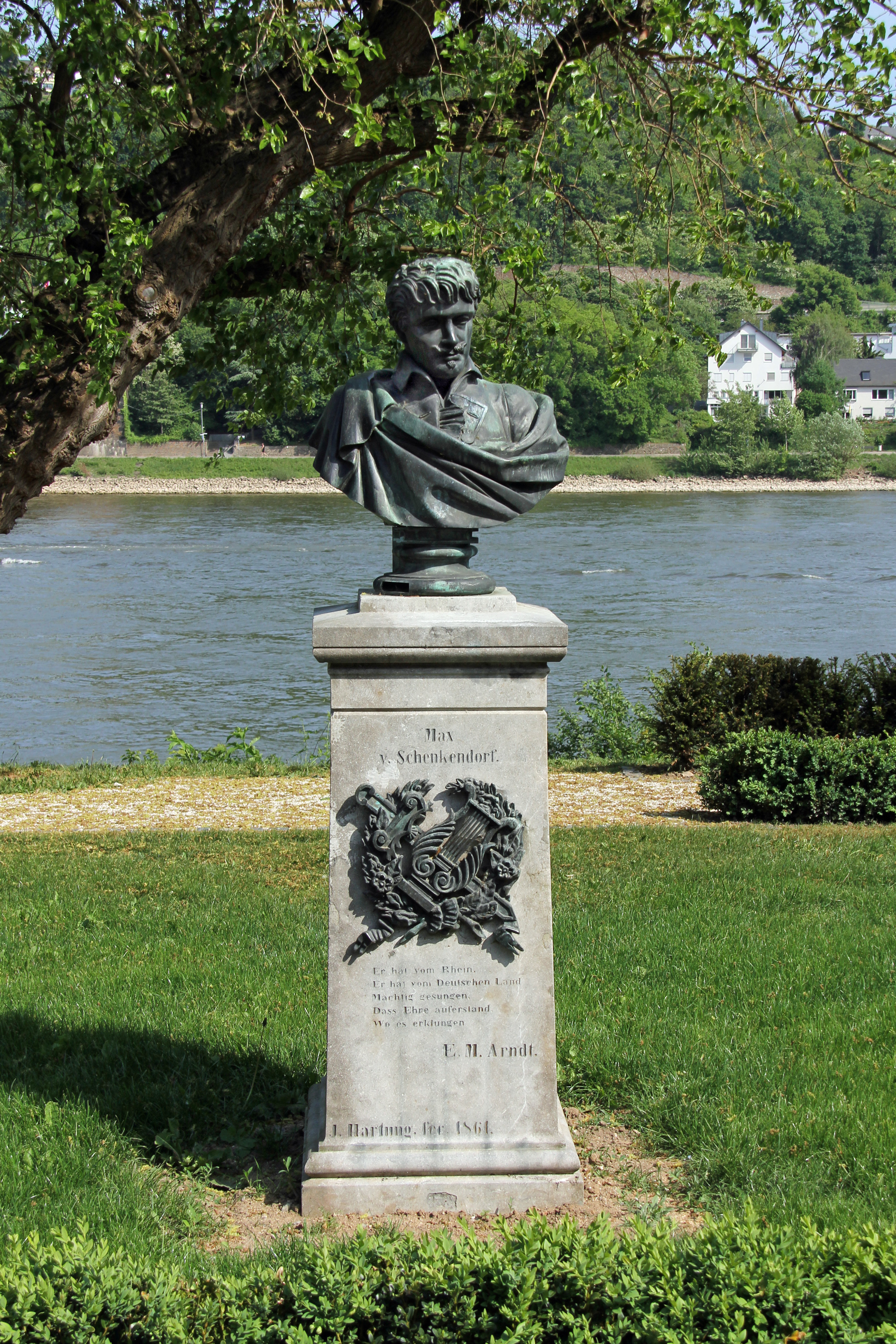
Koblenz: Büste Max von Schenkendorfs in den Rheinanlagen (2011)

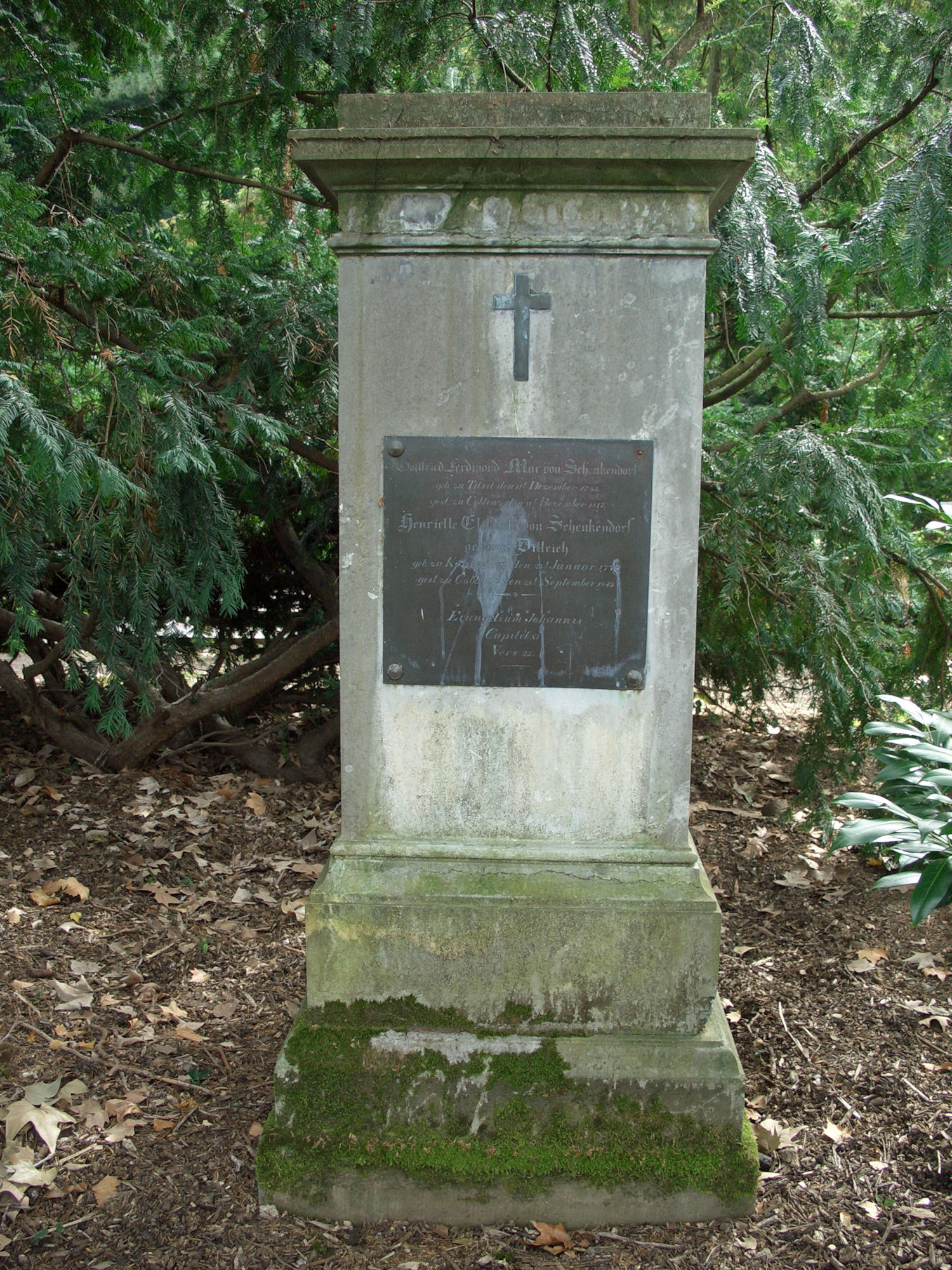
Grabmal von Max von Schenkendorf auf dem Hauptfriedhof Koblenz (2008)

Gottlob Ferdinand Maximilian Gottfried Schenk von Schenkendorf (auch Schenckendorff; * 11. Dezember 1783 in Tilsit in Ostpreußen; † 11. Dezember 1817 in Koblenz) war ein deutscher Dichter.

## Herkunft
Max von Schenkendorf entstammt der Niederlausitzer Adelsfamilie Schenkendorf. Seine Eltern waren der Kriegs- und Domänenrat sowie Erbherr auf Lenkonischken George Heinrich von Schenckendorff (1744–1813) und dessen Ehefrau Luise von Karrius (1761–1830). Sein Bruder Karl (1785–1813) wurde als Premierkapitän der preußischen Garde in der Schlacht bei Bautzen tödlich verwundet. Sie hatten noch eine Schwester Caroline Ludovica Euphrosyne (* 5. November 1789).

## Leben
Max von Schenkendorf wuchs während der Dienstzeit seines Vaters in Tilsit auf; die Mutter war eine namhafte Schriftstellerin. Nach der Pensionierung des Vaters zog die Familie auf das Landgut Lenkonischken, das George von Schenkendorf im Ruhestand bewirtschaftete. Max wurde bis zum 15. Lebensjahr von einem Hauslehrer unterrichtet und 1798 zum Studium der Kameral- und Rechtswissenschaften an die Albertus-Universität Königsberg geschickt. Da dem Vater das Studentenleben des Sohnes missfiel, gab er ihn 1802 zur Ausbildung in das Haus des Pfarrers und Universitätslehrers Ernst Hennig (1771–1815) in Schmauch bei Preußisch Holland. Im benachbarten Hermsdorf erhielt er Unterricht in Literatur und Geschichte bei Johann Christoph Wedeke, der ein väterlicher Freund für ihn wurde. 1804 kehrte er gegen den Willen des Vaters an die Königsberger Universität zurück und beendete im Jahr darauf sein Studium. In dieser Zeit war er mit dem Medizinstudenten und Lyriker David Assing befreundet. In Königsberg trat er als Erzieher in den Dienst des Landhofmeisters Hans Jakob von Auerswald und veröffentlichte bald erste Gedichte und Lieder. Nach dem Bestehen seines Examens als Regierungsreferendar im November 1806 war er bei der Landesdeputation in Königsberg tätig. 1807 war er Mitherausgeber der Zeitschrift Vesta, die wegen ihrer antifranzösischen Tendenz nach nur einer Ausgabe von Napoleon verboten wurde. Auch ein zweites Zeitschriftenprojekt scheiterte während der Franzosenzeit aus politischen Gründen.
Am 13. Januar 1809 verursachte sein Schlitten in Tragheim einen Beinahe-Verkehrsunfall, in dessen Folge er von dem Geschädigten, Generalmajor Hans Stephan von Rouquette, beleidigt und sein Kutscher verprügelt wurde. Schenkendorf forderte den Offizier zum Duell, bei dem Rouquette ihm die Pistole aus der Hand schoss. Dabei wurde seine rechte Hand zerschmettert, die er zeitlebens nicht mehr bewegen konnte. Zwar wurde den Duellanten der als Bestrafung vorgesehene Festungsarrest von König Friedrich Wilhelm III. erlassen, doch musste Schenkendorf ein volles Jahr auf Schloss Schlodien gepflegt werden und mit der linken Hand fechten und schreiben lernen. 1811 verursachte er einen Theaterskandal in Königsberg, als er die Studenten im Stadttheater Königsberg lautstark zur „Ruhe!“ anhielt und damit eine tätliche Auseinandersetzung während der Vorstellung provozierte.
Nachdem seine Behörde aufgelöst worden war und er sich in Königsberg unwohl fühlte, reiste er 1812 über Weimar, wo er mit Goethe zusammentraf, nach Baden zu seiner emigrierten Freundin Henriette Elisabeth Barckley (1774–1840), der neun Jahre älteren Witwe eines wohlhabenden Königsberger Kaufmanns, mit der er schon einige Jahre vor dem Tod ihres Ehemannes befreundet gewesen war. Er heiratete sie am 15. Dezember 1812 in Karlsruhe. Beim Kuraufenthalt in Baden-Baden besuchte das Paar Schloss Hohenbaden, das Schenkendorf zu romantischen Dichtungen anregte. In Baden freundete er sich auch mit dem Arzt und Schriftsteller Johann Heinrich Jung-Stilling (1740–1817) an. Obwohl er wegen seiner gelähmten Hand nicht kriegstauglich war, zog er 1813 als Freiwilliger in die Befreiungskriege. Im Mai 1813 begab er sich ins preußische Hauptquartier nach Schweidnitz und wurde als Beobachter des Generalstabs in die Brigade Röder aufgenommen, der sich viele bekannte Kulturschaffende anschlossen, darunter der Schriftsteller Friedrich de la Motte Fouqué. Im Lager und während des sich anschließenden Feldzuges entstanden die meisten seiner Kriegslieder, die handschriftlich in der Armee verbreitet, und überall gesungen wurden. Auch an der Völkerschlacht bei Leipzig nahm er teil. Ab 1814 war er für das Militärgouvernement in Frankfurt, Köln und Aachen tätig und kurte an den Aachener Thermalquellen. Ende 1815 erhielt er bereits todkrank eine Anstellung in Koblenz als Regierungsrat. Er starb an seinem 34. Geburtstag auf dem Krankenbett, wo ihn die zur Feier geladenen Freunde tot vorfanden. Seine Frau und seine Mutter überlebten ihn viele Jahre. Das Grab Schenkendorfs und seiner Frau befindet sich auf dem Hauptfriedhof Koblenz.
Schenkendorf war vermutlich 1812 in die Freimaurerloge Carl zur Einigkeit in Karlsruhe aufgenommen worden, möglicherweise durch Johann Heinrich Jung-Stilling beeinflusst. 1817 wurde er Mitgründer der aus einer Feldloge entstandenen Loge Friedrich zur Vaterlandsliebe in Koblenz. Ein Leipziger Verlag für freimaurerisches Schrifttum vertrieb in den 1920er Jahren ein Bildnis Schenkendorfs in einer Postkartenreihe berühmter Freimaurer.

## Werk
Max von Schenkendorf gilt als einer der bedeutendsten Lyriker der Befreiungskriege. So schrieb er die Texte für Das Lied vom Rhein (1814, Friedrich Lange gewidmet), Freiheit, die ich meine (1813, Melodie: Karl August Groos) und Wenn alle untreu werden (1814).
Auch das Kirchenlied Ostern, Ostern, Frühlingswehen (1815, Melodie: Karl August Groos) wurde von Schenkendorf getextet. Sein Gedicht Todessehnen wurde durch die Vertonung von Johannes Brahms (1833–1897) in den Sechs Liedern für eine tiefe Stimme (op. 86) besonders bekannt.
1837 besorgte sein Kriegskamerad Friedrich Lange in Berlin die Sammlung Max von Schenkendorf’s sämmtliche Gedichte. Erste vollständige Ausgabe, Gustav Eichler, Berlin 1837.

## Ehrungen
Nach Schenkendorf sind Straßen und Schulen in mehreren deutschen Städten benannt und es wurden Denkmale für ihn errichtet.
In den Koblenzer Rheinanlagen steht ein 1861 aufgestelltes Denkmal mit einer Bronzebüste Schenkendorfs sowie Schwert und Lyra in einem Blumenkranz als Symbol seines Lebensinhalts. Unter dieser Darstellung stehen Schenkendorf gewidmete Worte des Dichters Ernst Moritz Arndt: „Er hat vom Rhein. Er hat vom deutschen Land mächtig gesungen. Dass Ehre auferstand. Wo es erklungen“ Die Originalbüste wurde 2012 zerstört. Die Nachbildung schuf 2013 Stefan Reckentäler aus Montabaur; gegossen wurde sie von Kai-Uwe Pelikan in Bendorf.